# Casa Genís (Vic)
Casa Genís és una obra de Vic (Osona) protegida com a Bé Cultural d'Interès Local.

## Descripció
Edifici civil. Casa de pisos, de planta rectangular, a tres vessants. Ocupa el xamfrà del Carrer Manlleu amb la Rambla del Carme. Consta de planta baixa i de quatre pisos. La planta baixa és destinada a farmàcia, amb tres portals d'accés els quals són de forma còncava sostinguts per pilastres decorades. A nivell del primer pis s'obren petites finestres. Al segon i al tercer pis hi ha balcons i al quart, marcat per una cornisa, presenta les mateixes finestres que el primer. Tota la façana està arrebossada i estucada amb elements de tipus clàssic. Les obertures són emmarcades amb pedra. Les baranes són de ferro forjat. L'estat de conservació és bo.

## Història
El pla de Santa Clara es coneix per aquest nom, ja que emplaçava l'antic convent de les Monges Dominicanes de Santa Clara, edificat al segle xvii. Convent i església foren destruïts a la guerra civil. Els solars que l'emplaçaven es varen urbanitzar des del carrer Sant Antoni fins al cap del carrer Manlleu i el convent passà a la plaça de Malla on s'edificà l'església inaugurada al 1963.
Martí Genís fou un home important en la vida cultural del Vic del segle xix. El trobem en col·laboracions a La Veu de Montserrat i participà en les esbartades que se celebraven a la font del Desmai. Escriví novel·les costumistes com Sota un tarot.